# Stachylina longa
Stachylina longa är en svampart som beskrevs av L. Léger & M. Gauthier 1932. Stachylina longa ingår i släktet Stachylina och familjen Harpellaceae.   Inga underarter finns listade i Catalogue of Life.